# Розп'яті
«Розп'яті» («Распятые») — радянський художній фільм 1990 року, знятий режисером Володимиром Уфімцевим на студіях «Скіфи» і «Ментор-сінема».

## Сюжет
Про драматичну долю великої родини Анни Житухи. Після арешту чоловіка («ворога народу» 1938 року), вона повернулася з дітьми в рідне село. Думала — жити буде легше. Але через якийсь час її заарештували, дітей розвезли по різних притулках, залишивши в селі тільки старшого…

## У ролях
- Лариса Даниліна — мати
- Роман Порсія — головна роль
- В'ячеслав Малих — головна роль
- Наташа Хорошавіна — головна роль
- Андрій Уфімцев — роль другого плану
- Діма Близоруков — роль другого плану
- Юрій Алексєєв — роль другого плану
- Олексій Шемес — роль другого плану
- Гурміндж Завкібеков — продавець на ринку

## Знімальна група
- Режисер — Володимир Уфімцев
- Сценарист — Валерій Негарний
- Оператор — Геннадій Сальников
- Композитор — Микола Морозов
- Художник — Сергій Мишкін